# Annesse-et-Beaulieu
Annesse-et-Beaulieu è un comune francese di 1 462 abitanti situato nel dipartimento della Dordogna, nella regione della Nuova Aquitania.

## Società

### Evoluzione demografica
Abitanti censiti